# 百慕大倫 (北卡羅萊納州)
百慕大倫（英語：Bermuda Run）是一個位於美國北卡羅萊納州戴維縣的城鎮。

## 人口
根據2020年美國人口普查的數據，百慕大倫的面積為6.64平方千米，當中陸地面積為6.46平方千米，而水域面積為0.18平方千米。當地共有人口3120人，而人口密度為每平方千米470人。